# Heinz Gruber (Politiker)
Heinz Gruber (* 7. Mai 1950 in Schambach) ist ein Maschinenbauingenieur, Fachlehrer und Politiker. 1986 war er bayerischer Landesvorsitzender der Partei Die Grünen. Gruber wohnt in Weißenburg in Bayern und betreibt eine Gästepension im Weißenburger Ortsteil Kehl.

## Leben
Heinz Gruber erlernte den Beruf des Maschinenschlossers bei Eckert & Ziegler in Weißenburg. Es folgte ein Maschinenbaustudium, das er als Diplomingenieur beendete. Danach schloss sich ein Studium als Fachlehrer an der Universität Erlangen-Nürnberg an. 1983 kam er als Lehrer an die Sonderschule Weißenburg.

## Politische Laufbahn
1967/68 war er Jugendvertreter für die IG Metall. 1983 trat er der Partei „Die Grünen“ bei, zu deren Landesvorsitzenden er 1986 gewählt wurde. Mit ihm schaffte die Partei erstmals den Einzug in den bayerischen Landtag. Nach nur eineinhalb Jahren wurde er von der Parteispitze abgewählt.
1990 errang er einen Sitz im Stadtrat der Stadt Weißenburg. Gleichzeitig kandidierte er gegen den amtierenden Oberbürgermeister Reinhard Schwirzer und erreichte mit 16 % der Stimmen einen Achtungserfolg.
Zum Bruch mit der Partei kam es 2005 nach dem Votum der Grünen für den Bundeswehreinsatz in Afghanistan. Gruber wechselte im Stadtrat zur Wahlalternative Arbeit und soziale Gerechtigkeit (WASG) und bot den Grünen die Aufgabe seines Stadtratsmandats an. Mangels Alternativen in der Partei konnte er seinen Sitz behalten.
Nachdem die WASG und die PDS fusioniert hatten, saß Gruber für Die Linke im Stadtrat sowie von 2008 bis 2014 im Kreistag des Landkreises Weißenburg-Gunzenhausen. 2014 kam es zum Bruch mit dem Kreisverband. Die Freien Wähler nahmen in auf und Gruber zog für diese politische Gruppierung zum fünften Mal in den Stadtrat ein. 2020 trat er eine sechste Amtszeit an.